# 1991 VG3
1991 VG3 är en asteroid i huvudbältet som upptäcktes 4 november 1991 av den amerikanske astronomen Eleanor F. Helin vid Palomar-observatoriet.
Asteroiden har en diameter på ungefär 3 kilometer.